# Rockstar Ghost
Rockstar Ghost é uma série animada brasileira que foi exibida pela MTV Brasil. A animação é a terceira das quatro produzidas pela Drogaria de Desenhos Animados, junto com a Megaliga MTV de VJs Paladinos, Fudêncio e Seus Amigos e The Jorges. Rockstar Ghost estreou em 4 de Setembro de 2007, sendo exibido de terças a quintas às 23h30. A primeira temporada tem 9 episódios com duração de 11 minutos cada. Marco Pavão, além de ser criador e desenhista da série, também escreveu a maioria dos episódios, com exceção de A Volta da Mulher-Pérola, escrito por Flávia Boggio. 

## Premissa
A série conta a história de um caçador de fantasmas, que trabalha na repartição pública AFFFE (Agência Federal de Fiscalização de Fenômenos Espectroplasmáticos), especializada em capturar celebridades musicais já mortas. Os mortos voltam à vida, quando um disco seu é tocado ao contrário.
O personagem principal é Nasi, ex-vocalista do Ira!. Nasi é um caça-fantasmas, prestes a se aposentar, que pode ser encrenqueiro e rabugento. O personagem é dublado pelo próprio Nasi, que ainda dubla as aparições de Frank Sinatra, Adoniram Barbosa e outros. 
A série tem como locação o centro da cidade de São Paulo, utilizando-se da atmosfera sombria dos bairros decadentes do centro, combinando com a identidade paulista que a banda passa.

## Episódios
| N° | Data de exibição | Título                         |
| -- | ---------------- | ------------------------------ |
| 01 | 4 de setembro    | La Reina de Los Muertos        |
| 02 | 5 de setembro    | Estorvo Cantante               |
| 03 | 6 de setembro    | My Sweet Ramona                |
| 04 | 11 de setembro   | Sex Shop Horror                |
| 05 | 12 de setembro   | Sinfonia Macabra               |
| 06 | 13 de setembro   | Shotgun Blues                  |
| 07 | 18 de setembro   | Il Ritorno Degli Occhi Azzurri |
| 08 | 19 de setembro   | A Volta da Mulher Pérola       |
| 09 | 20 de setembro   | Paul is Dead                   |